# Sammy Decoster
Pour les articles homonymes, voir Decoster.
Sammy Decoster, né le 26 mai 1981 dans le Nord de la France, est un auteur-compositeur-interprète français.

## Biographie

### Premières expériences musicales en groupe
Étudiant en géographie, Sammy Decoster devient en 2001 le guitariste scénique du groupe Ultra Orange. Il fonde en parallèle son propre trio, baptisé Tornado, avec des participants changeants.
Il a participé aux deux premiers disques du duo parisien Verone.

### Premier album solo:Tucumcari
Pendant cinq ans, il peaufine ses maquettes pour enfin signer chez Barclay. Précédé d’un mini album du même nom, Tucumcari, sort en 2009 chez Barclay.
Ce premier album Tucumcari est un disque « road-movie » aux accents folk-rock-blues, chanté en français. Il est acclamé par la critique'' (Le Monde, L'Humanité,, Le Figaro, Magic, Les Inrocks, Libération, Télérama...) et lui permet de tourner sur des scènes en France (Rencontres Trans Musicales de Rennes, Rock en Seine, Printemps de Bourges, de faire la première partie d’Alain Bashung...) et à l’étranger (Francofolies de Montréal, le festival texan South by Southwestetc.).

### Collaborations musicales multiples
Il multiplie également les collaborations (il réalise notamment en 2012 le disque La Percée du groupe Verone et en 2013 Le Chant de murmures de la chanteuse Fredda), et les concerts instantanés chez l’habitant au cours des tournées « BBQ ».
Depuis 2013, il est membre avec Fabien Guidollet du Duo folk Facteurs Chevaux,.

### Deuxième album solo:Sortie 21
En 2014, il revient d’Arizona où il est allé enregistrer chez Jim Waters. En 2018, il publie son deuxième album, Sortie 21, sur le label La Grange aux Belles.

## Discographie

### En solo
- 2008 : Tucumcari, Barclay
- 2018 : Sortie 21, La Grange Aux Belles

### Avec Facteurs Chevaux
- 2013 : Facteurs Chevaux, autoproduit
- 2016 : La Maison sous les eaux, La Grange aux Belles
- 2020 : Chante-nuit, La Grange aux Belles

### Avec Verone
- 2005 : Retour au zoo
- 2010 : La Fiancée du crocodile

### Avec Digitale Sauvage
- 2024 : Sammy Decoster & Digitale Sauvage